# Coupe du monde féminine de cyclisme sur route
La Coupe du monde de cyclisme sur route féminine est une ancienne compétition organisée entre 1998 et 2015 par l'Union cycliste internationale (UCI) et rassemblant des courses cyclistes d'un jour dont le nombre peut varier selon les années. Les points attribués lors de chacun de ces épreuves permettent de réaliser le classement de la coupe du monde et d'en désigner le vainqueur en fin de saison. Elle est remplacée en 2016 par l'UCI World Tour féminin.

## Épreuves et participations
Le nombre d'épreuves sélectionnées par l'UCI pour faire partie de la Coupe du monde est variable, de six à sa création en 1998 à douze en 2006 (elles sont onze en 2008). Plusieurs d'entre elles sont les pendants féminins de classiques célèbres, telles que la Flèche wallonne et le Tour des Flandres.
Les épreuves sont ouvertes aux équipes nationales et aux équipes féminines UCI. Les organisateurs des épreuves sont tenus d'inviter les équipes des dix premières fédérations du classement par nations de l'UCI en début d'année et les quinze premières équipes féminines au classement UCI en début d'année. Les équipes sont composées de six coureuses.

## Classements
À l'arrivée de chacune des épreuves, des points sont attribués aux vingt premières coureuses classées suivant le barème suivant :
| Classement | 1re | 2e | 3e | 4e | 5e | 6e | 7e | 8e | 9e | 10e | 11e | 12e | 13e | 14e | 15e | 16e | 17e | 18e | 19e | 20e |
| Points     | 75  | 50 | 35 | 30 | 27 | 24 | 21 | 18 | 15 | 11  | 10  | 9   | 8   | 7   | 6   | 5   | 4   | 3   | 2   | 1   |

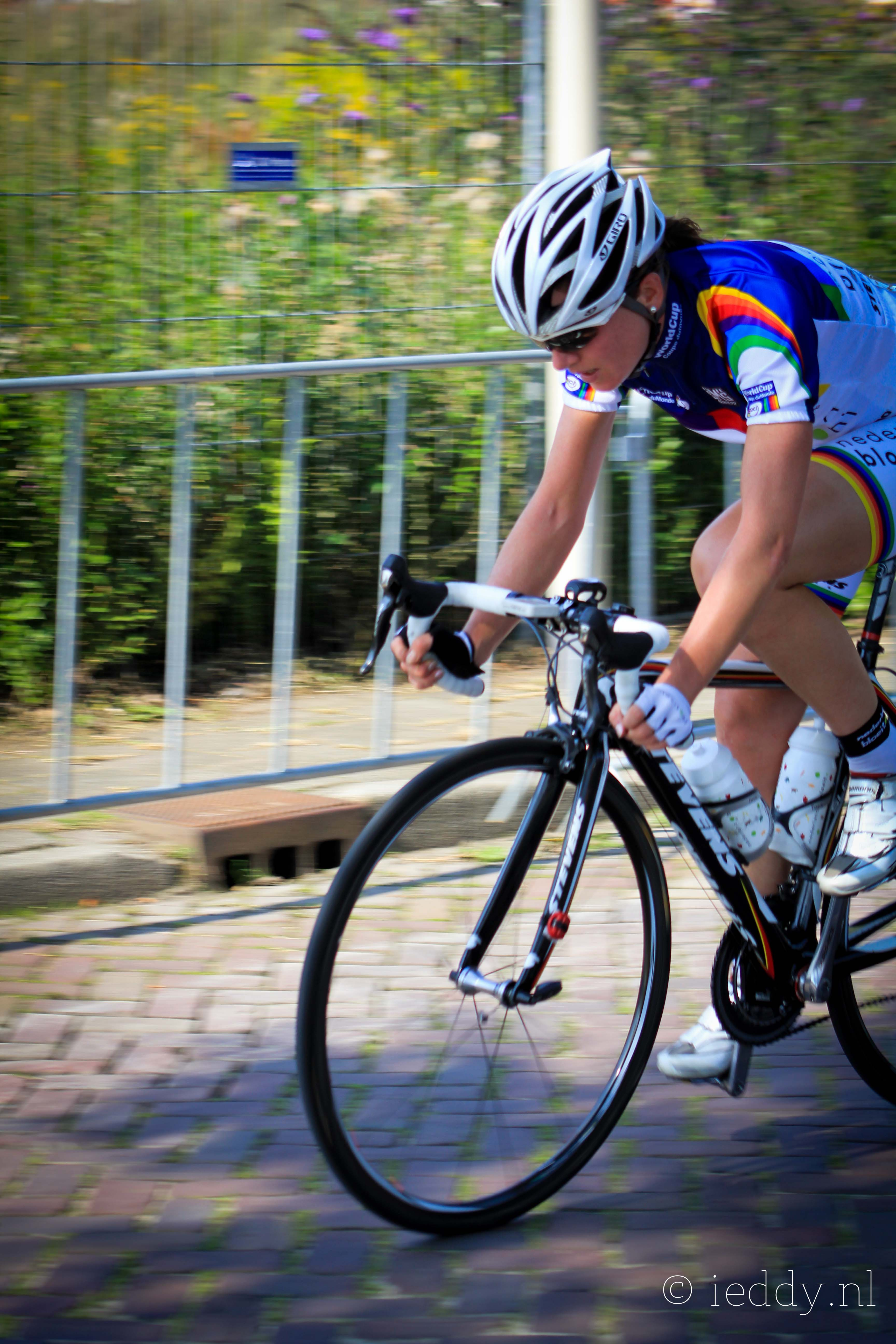
Annemiek van Vleuten avec le maillot de leader de la Coupe du monde en 2011
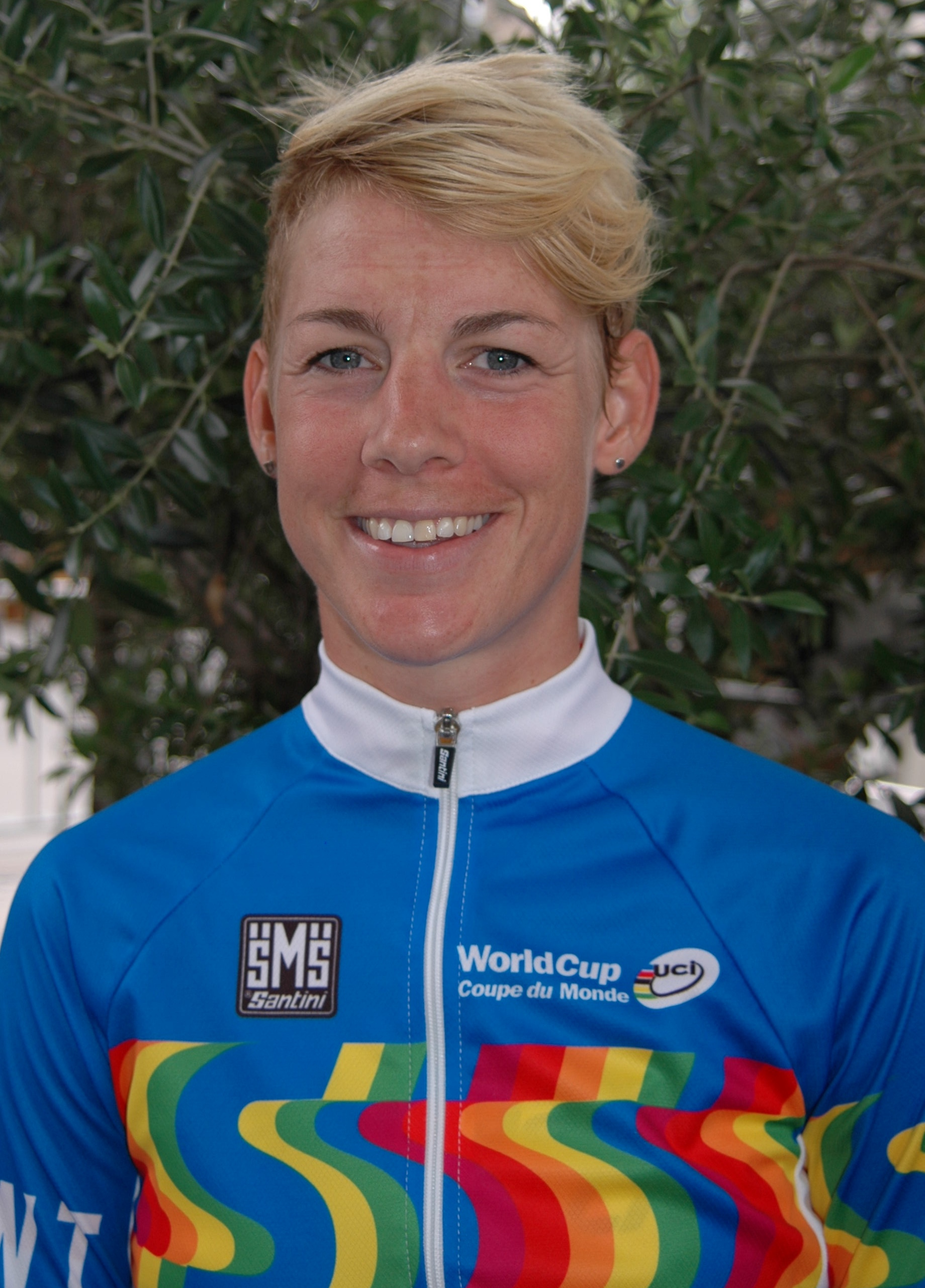
Iris Slappendel portant un des maillots qu'elle a conçus
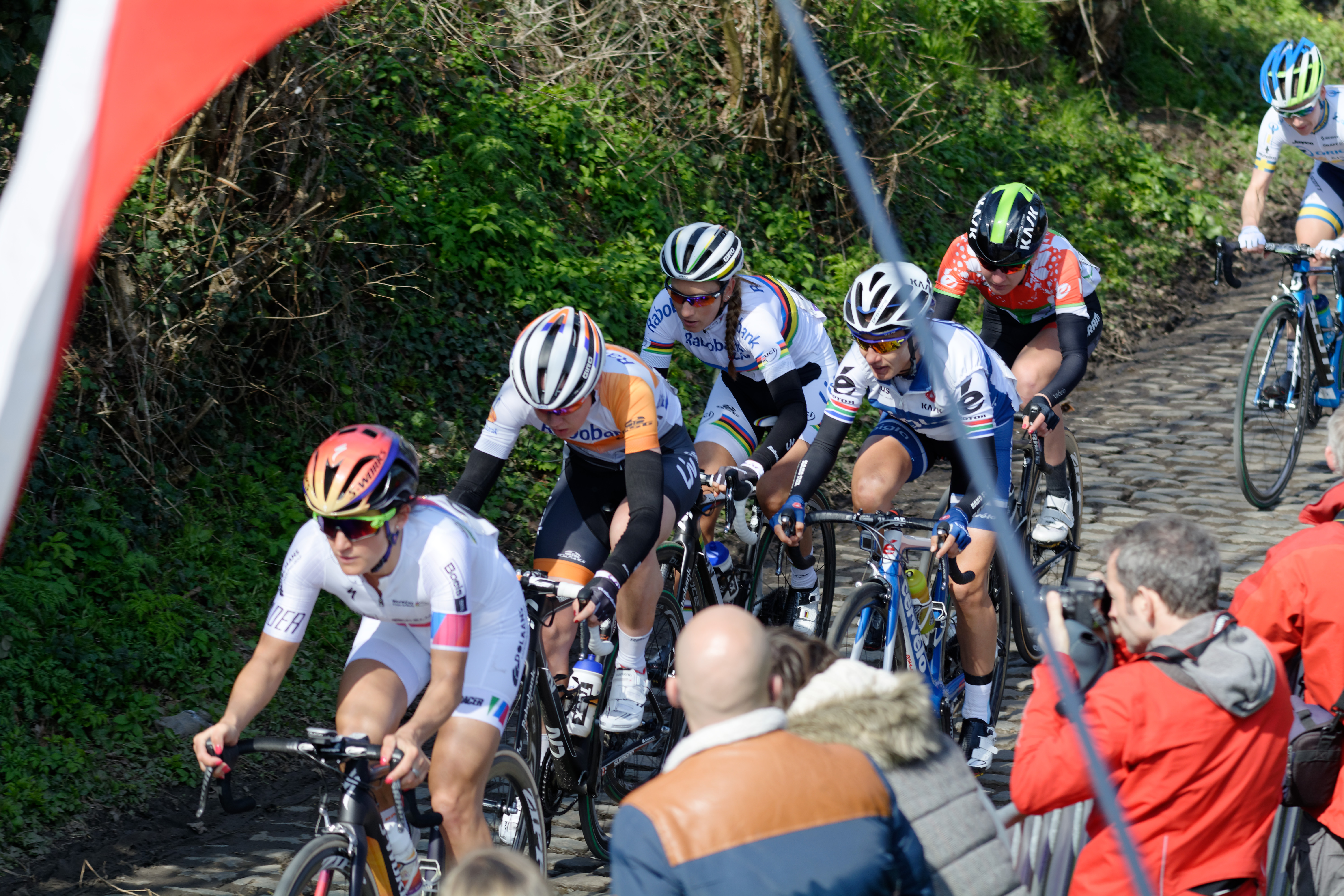
En tête, Elizabeth Armitstead porte le maillot de leader de la Coupe du monde en 2015. Pauline Ferrand-Prévot, en quatrième position, porte elle le maillot de championne du monde
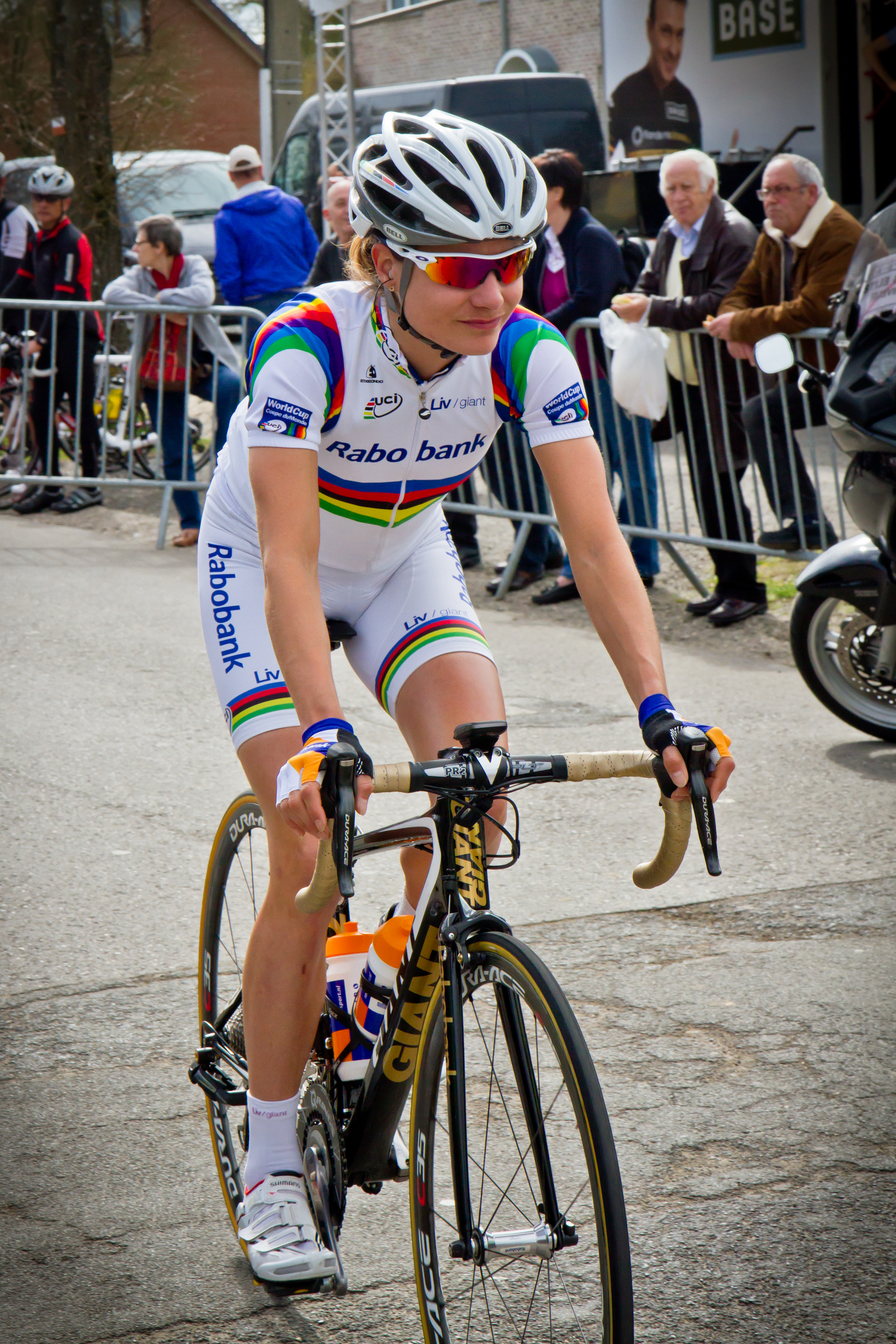
Marianne Vos en 2013 avec le maillot combiné de leader la Coupe du monde et de championne du monde

- Les points obtenus par les coureuses permettent d'établir le classement individuel.
- Un classement par équipes est réalisé en additionnant les points des quatre meilleures coureuses de chaque équipe.

La leader du classement général porte un maillot avec des motifs arc en ciel qui se distingue néanmoins du maillot de championne du monde, le liseré arc-en-ciel n'étant pas au milieu du maillot. Si la leader de la Coupe du monde est également championne du monde, les deux maillots sont combinés.
En 2014, des classements annexes sont introduits. Le concours pour la conception des maillots est remportée par la cycliste Iris Slappendel.

## Courses de la coupe du monde
Ce tableau liste toutes les courses ayant eu le label « Coupe du monde ».
| Course                                                    | Pays             | 98 | 99 | 00 | 01 | 02 | 03 | 04 | 05 | 06 | 07 | 08 | 09 | 10 | 11 | 12 | 13 | 14 | 15 | Total |
| --------------------------------------------------------- | ---------------- | -- | -- | -- | -- | -- | -- | -- | -- | -- | -- | -- | -- | -- | -- | -- | -- | -- | -- | ----- |
| Australia World Cup                                       | Australie        | •  | •  | •  | •  | •  | •  | •  | •  | •  | •  | •  |    |    |    |    |    |    |    | 11    |
| Liberty Classic                                           | États-Unis       | •  | •  | •  | •  |    |    |    |    |    |    |    |    |    |    |    |    |    |    | 4     |
| Coupe du monde cycliste féminine de Montréal              | Canada           | •  | •  | •  | •  | •  | •  | •  | •  | •  | •  | •  | •  |    |    |    |    |    |    | 12    |
| Trophée International                                     | France           | •  | •  |    | •  |    |    |    |    |    |    |    |    |    |    |    |    |    |    | 3     |
| Ladies Tour Beneden-Maas                                  | Pays-Bas         | •  | •  |    |    |    |    |    |    |    |    |    |    |    |    |    |    |    |    | 2     |
| Grand Prix de Suisse féminin                              | Suisse           | •  | •  | •  | •  | •  |    |    |    |    |    |    |    |    |    |    |    |    |    | 5     |
| New Zealand World Cup                                     | Nouvelle-Zélande |    | •  |    | •  | •  |    |    | •  | •  |    |    |    |    |    |    |    |    |    | 5     |
| Primavera Rosa                                            | Italie           |    | •  | •  | •  | •  | •  | •  | •  |    |    |    |    |    |    |    |    |    |    | 7     |
| Flèche wallonne                                           | Belgique         |    | •  | •  | •  | •  | •  | •  | •  | •  | •  | •  | •  | •  | •  | •  | •  | •  | •  | 17    |
| Lowland International Rotterdam Tour                      | Pays-Bas         |    |    | •  | •  | •  | •  | •  | •  | •  |    |    |    |    |    |    |    |    |    | 7     |
| GP Castilla y León                                        | Espagne          |    |    |    |    | •  | •  | •  | •  | •  |    |    |    |    |    |    |    |    |    | 5     |
| Grand Prix de Plouay                                      | France           |    |    |    |    | •  | •  | •  | •  | •  | •  | •  | •  | •  | •  | •  | •  | •  | •  | 14    |
| Amstel Gold Race                                          | Pays-Bas         |    |    |    |    |    | •  |    |    |    |    |    |    |    |    |    |    |    |    | 1     |
| Tour de Nuremberg                                         | Allemagne        |    |    |    |    |    | •  | •  | •  | •  | •  | •  | •  |    |    |    |    |    |    | 7     |
| Tour des Flandres                                         | Belgique         |    |    |    |    |    |    | •  | •  | •  | •  | •  | •  | •  | •  | •  | •  | •  | •  | 12    |
| GP of Wales                                               | Royaume-Uni      |    |    |    |    |    |    |    | •  |    |    |    |    |    |    |    |    |    |    | 1     |
| Tour de Berne                                             | Suisse           |    |    |    |    |    |    |    |    | •  | •  | •  | •  |    |    |    |    |    |    | 4     |
| Open de Suède Vårgårda                                    | Suède            |    |    |    |    |    |    |    |    | •  | •  | •  | •  | •  | •  | •  | •  | •  | •  | 10    |
| L'Heure D'Or Féminine                                     | Danemark         |    |    |    |    |    |    |    |    | •  |    |    |    |    |    |    |    |    |    | 1     |
| Tour de Drenthe                                           | Pays-Bas         |    |    |    |    |    |    |    |    |    | •  | •  | •  | •  | •  | •  | •  | •  | •  | 9     |
| Trofeo Alfredo Binda-Comune di Cittiglio                  | Italie           |    |    |    |    |    |    |    |    |    |    | •  | •  | •  | •  | •  | •  | •  | •  | 8     |
| Open de Suède Vårgårda TTT (contre-la-montre par équipes) | Suède            |    |    |    |    |    |    |    |    |    |    | •  | •  | •  | •  | •  | •  | •  | •  | 8     |
| Tour de l'île de Chongming                                | Chine            |    |    |    |    |    |    |    |    |    |    |    |    | •  | •  | •  | •  | •  | •  | 6     |
| Grand Prix de la Ville de Valladolid                      | Espagne          |    |    |    |    |    |    |    |    |    |    |    |    | •  | •  |    |    |    |    | 2     |
| Tour de Bochum                                            | Allemagne        |    |    |    |    |    |    |    |    |    |    |    |    |    |    |    |    | •  | •  | 2     |
| Philadelphia Cycling Classic                              | États-Unis       |    |    |    |    |    |    |    |    |    |    |    |    |    |    |    |    |    | •  | 1     |
| Total                                                     | Total            | 6  | 9  | 7  | 9  | 9  | 9  | 9  | 11 | 12 | 9  | 11 | 10 | 9  | 9  | 8  | 8  | 9  | 10 | 164   |

## Palmarès

### Classement individuel
| Édition | Vainqueur            | Deuxième               | Troisième           |
| ------- | -------------------- | ---------------------- | ------------------- |
| 1998    | Diana Žiliūtė        | Alessandra Cappellotto | Deirdre Demet-Barry |
| 1999    | Anna Wilson          | Hanka Kupfernagel      | Tracey Gaudry       |
| 2000    | Diana Žiliūtė        | Pia Sundstedt          | Mirjam Melchers     |
| 2001    | Anna Millward        | Mirjam Melchers        | Susanne Ljungskog   |
| 2002    | Petra Rossner        | Mirjam Melchers        | Regina Schleicher   |
| 2003    | Nicole Cooke         | Regina Schleicher      | Mirjam Melchers     |
| 2004    | Oenone Wood          | Petra Rossner          | Angela Brodtka      |
| 2005    | Oenone Wood          | Susanne Ljungskog      | Mirjam Melchers     |
| 2006    | Nicole Cooke         | Ina-Yoko Teutenberg    | Annette Beutler     |
| 2007    | Marianne Vos         | Nicole Cooke           | Ina-Yoko Teutenberg |
| 2008    | Judith Arndt         | Suzanne de Goede       | Marianne Vos        |
| 2009    | Marianne Vos         | Emma Johansson         | Kirsten Wild        |
| 2010    | Marianne Vos         | Emma Johansson         | Kirsten Wild        |
| 2011    | Annemiek van Vleuten | Marianne Vos           | Emma Johansson      |
| 2012    | Marianne Vos         | Judith Arndt           | Evelyn Stevens      |
| 2013    | Marianne Vos         | Emma Johansson         | Eleonora van Dijk   |
| 2014    | Elizabeth Armitstead | Emma Johansson         | Marianne Vos        |
| 2015    | Elizabeth Armitstead | Anna van der Breggen   | Jolien D'Hoore      |

### Classement par équipes
| Édition | Vainqueur                     | Deuxième                   | Troisième                  |
| ------- | ----------------------------- | -------------------------- | -------------------------- |
| 2006    | Univega Pro Cycling Team      | T-Mobile Women             | Buitenpoort-Flexpoint Team |
| 2007    | Raleigh Lifeforce Creation HB | Team DSB Bank              | T-Mobile Women             |
| 2008    | Team Columbia Women           | Nürnberger Versicherung    | Menikini Selle Italia      |
| 2009    | Cervélo TestTeam Women        | DSB Bank LTO               | Red Sun Cycling Team       |
| 2010    | Cervélo TestTeam Women        | Team HTC-Columbia Women    | Team Nederland Bloeit      |
| 2011    | Team Nederland Bloeit         | HTC-Highroad Women         | Team Garmin-Cervélo Women  |
| 2012    | Stichting Rabo Women          | Orica-AIS                  | Specialized-lululemon      |
| 2013    | Rabo Women                    | Boels Dolmans Cycling Team | Specialized-lululemon      |
| 2014    | Rabo Liv Women                | Boels Dolmans              | Specialized-lululemon      |
| 2015    | Rabo Liv Women                | Wiggle Honda               | Boels Dolmans              |

## Statistiques et records
| # | Coureuses           | Victoires |
| - | ------------------- | --------- |
| 1 | Marianne Vos        | 19        |
| 2 | Petra Rossner       | 10        |
| 3 | Nicole Cooke        | 8         |
| 4 | Judith Arndt        | 7         |
| 5 | Emma Pooley         | 6         |
| 5 | Ina-Yoko Teutenberg | 6         |
| 7 | Anna Millward       | 5         |
| 7 | Geneviève Jeanson   | 5         |
| 7 | Susanne Ljungskog   | 5         |
| 7 | Zulfiya Zabirova    | 5         |

| #  | Pays             | Victoires |
| -- | ---------------- | --------- |
| 1  | Pays-Bas         | 43        |
| 2  | Allemagne        | 31        |
| 3  | Grande-Bretagne  | 18        |
| 4  | Italie           | 14        |
| 5  | États-Unis       | 11        |
| 6  | Australie        | 9         |
| 7  | Suède            | 7         |
| 8  | Lituanie         | 6         |
| 8  | Russie           | 6         |
| 10 | Canada           | 5         |
| 11 | Belgique         | 4         |
| 12 | Suisse           | 3         |
| 13 | Finlande         | 2         |
| 13 | France           | 2         |
| 15 | Kazakhstan       | 1         |
| 15 | Nouvelle-Zélande | 1         |
| 15 | Ukraine          | 1         |

### Records
- Le plus de victoires au classement individuel :  Marianne Vos (5 victoires), suivie de Diana Žiliūtė, Anna Millward, Oenone Wood, Nicole Cooke et Elizabeth Armitstead (2 victoires)
- Le plus de victoires au classement par équipes :  Rabobank[N 6] (5 victoires) suivie de  Cervélo TestTeam[N 7] (4 victoires)
- Le plus de victoires sur une saison :  Marianne Vos (5 victoires en 2013)
- Le plus de victoires sur une même épreuve :  Marianne Vos (5 victoires sur la Flèche wallonne), suivie de  Petra Rossner (4 victoires sur la Liberty Classic) et  Geneviève Jeanson (4 victoires sur la Coupe du monde cycliste féminine de Montréal)